# Parafia św. Wawrzyńca w Dąbrowie k. Wielunia
Parafia Świętego Wawrzyńca – parafia rzymskokatolicka w Dąbrowie. Należy do dekanatu Wieluń – Najświętszej Maryi Panny Pocieszenia archidiecezji częstochowskiej. Została utworzona w XIII wieku; zniesiona w 1521 roku, utworzona ponownie w 1969 roku.